# Верхняківці
Верхня́ківці —  село в Україні, у Борщівській міській громаді Чортківського району Тернопільськ ої області. Розташоване на північному заході району над річкою Нічлава.
Поштове відділення — Борщівське. Було центром сільради. Раніше підпорядковувалося Борщівській міськраді.
Населення — 687 осіб (2003).

## Географія

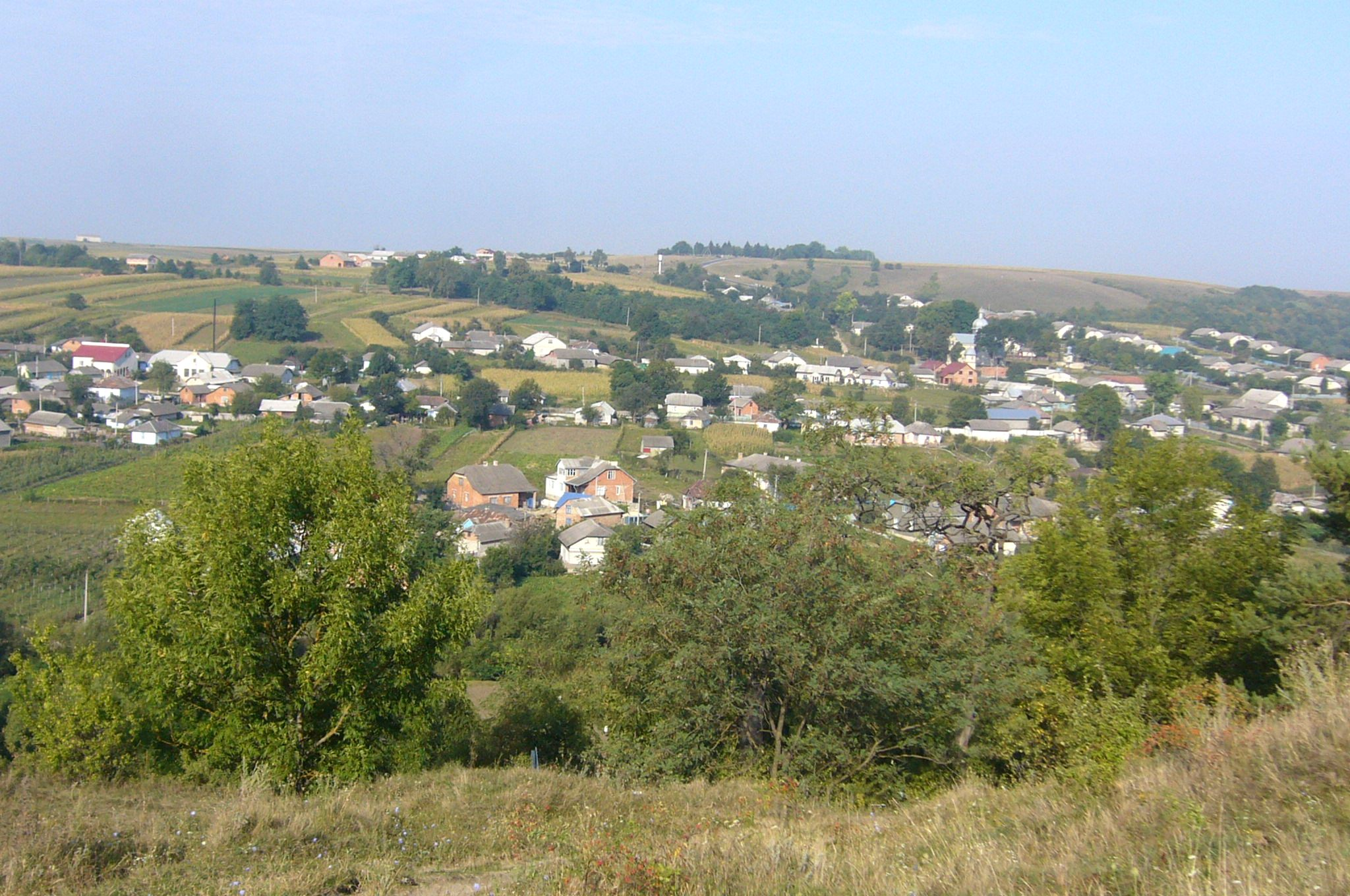
Вигляд на село з дороги на Борщів

Село розташоване на відстані 373 км від Києва, 87 км — від обласного центру міста Тернополя та 3 км від міста Борщів.

### Клімат
Для села характерний помірно континентальний клімат. Верхняківці розташовані у «теплому Поділлі» — найтеплішому регіоні Тернопільської області.
| Клімат Верхняківців                                  | Клімат Верхняківців | Клімат Верхняківців | Клімат Верхняківців | Клімат Верхняківців | Клімат Верхняківців | Клімат Верхняківців | Клімат Верхняківців | Клімат Верхняківців | Клімат Верхняківців | Клімат Верхняківців | Клімат Верхняківців | Клімат Верхняківців | Клімат Верхняківців |
| Показник                                             | Січ.                | Лют.                | Бер.                | Квіт.               | Трав.               | Черв.               | Лип.                | Серп.               | Вер.                | Жовт.               | Лист.               | Груд.               |                     |
| Середній максимум, °C                                | −0,9                | 0,9                 | 6,0                 | 14,5                | 20,3                | 23,4                | 24,5                | 23,9                | 20,0                | 13,7                | 6,4                 | 1,5                 |                     |
| Середня температура, °C                              | −4,3                | −2,6                | 1,9                 | 9,2                 | 14,7                | 18,0                | 19,2                | 18,5                | 14,7                | 9,0                 | 3,2                 | −1,4                |                     |
| Середній мінімум, °C                                 | −7,6                | −6                  | −2,2                | 3,9                 | 9,2                 | 12,6                | 14,0                | 13,1                | 9,4                 | 4,3                 | −0,1                | −4,3                |                     |
| Норма опадів, мм                                     | 32                  | 31                  | 32                  | 52                  | 73                  | 97                  | 97                  | 63                  | 53                  | 35                  | 35                  | 37                  |                     |
| ---------------------------------------------------- | ------------------- | ------------------- | ------------------- | ------------------- | ------------------- | ------------------- | ------------------- | ------------------- | ------------------- | ------------------- | ------------------- | ------------------- | ------------------- |
| Джерело: http://en.climate-data.org/location/264525/ |                     |                     |                     |                     |                     |                     |                     |                     |                     |                     |                     |                     |                     |

## Історія
Біля Верхняківців виявлено пам'ятки черняхівської культури, поселення давньоруського часу (12 століття), могильник (6-12 ст.) та бронзові прикраси.
Також виявлено два поселення трипільської культури: поблизу сільського кладовища та на околиці села. Під час досліджень у 1877 А. Кіркора на поверхні було зібрано уламки розписної кераміки (матеріал зберігається у КАМ та ЛІМ).
За Польського королівства було дідичним селом шляхтичів Подфіліпських. 30 травня 1556 року Мартин Подфіліпський отримав королівську грамоту з дозволом заснувати у Верхняківцях містечко на магдебурзькому праві, а також з дозволом проводити тут щорічні ярмарки на свято Трійці та щотижневі торги по п’ятницях, а також звільнення для міщан від податків на 15 років.
Діяли читальня «Просвіти» (від 1904), товариство «Луг», кооператива.
З 30 червня 2016 року належить до Борщівської міської громади.
До 19 липня 2020 р. належало до Борщівського району.

## Населення
Згідно з переписом УРСР 1989 року чисельність наявного населення села становила 756 осіб, з яких 348 чоловіків та 408 жінок.
За переписом населення України 2001 року в селі мешкало 688 осіб. 100 % населення вказало своєю рідною мовою українську мову.

## Релігія
- церква Святої Преподобної Параскеви Сербської (1898, мурована, ПЦУ),
- церква святої Параскеви Терновської (1922, переобладнана з костелу святого Антонія, УГКЦ).

## Пам'ятники
Встановлено хрест на честь скасування панщини (1848; відновлено 1990), споруджено пам'ятник полеглим у німецько-радянській війні воїнам-односельцям (1968; скульптор Н. Золотухін), насипано символічну могилу Борцям за волю України (1992).

## Соціальна сфера
Діють загальноосвітня школа І ступеня, бібліотека, ПП «Пром-Дорекс», ПАП «Ірина», ПП Бебкович.

## Постаті
- Дитко Микола Миколайович (1996—2022) — молодший лейтенант Збройних сил України, учасник російсько-української війни.

## Галерея

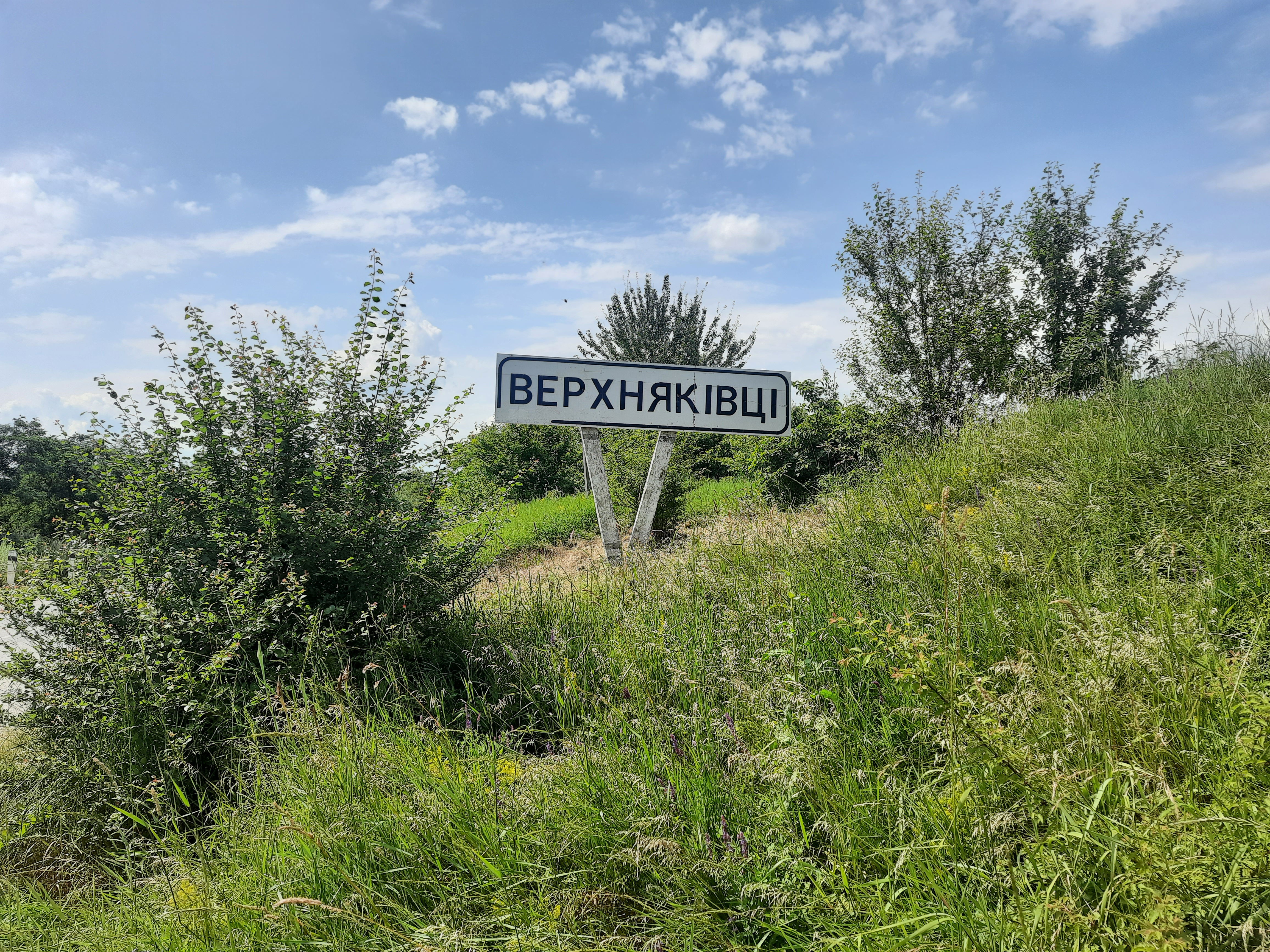
Дорожній знак при в'їзді в село
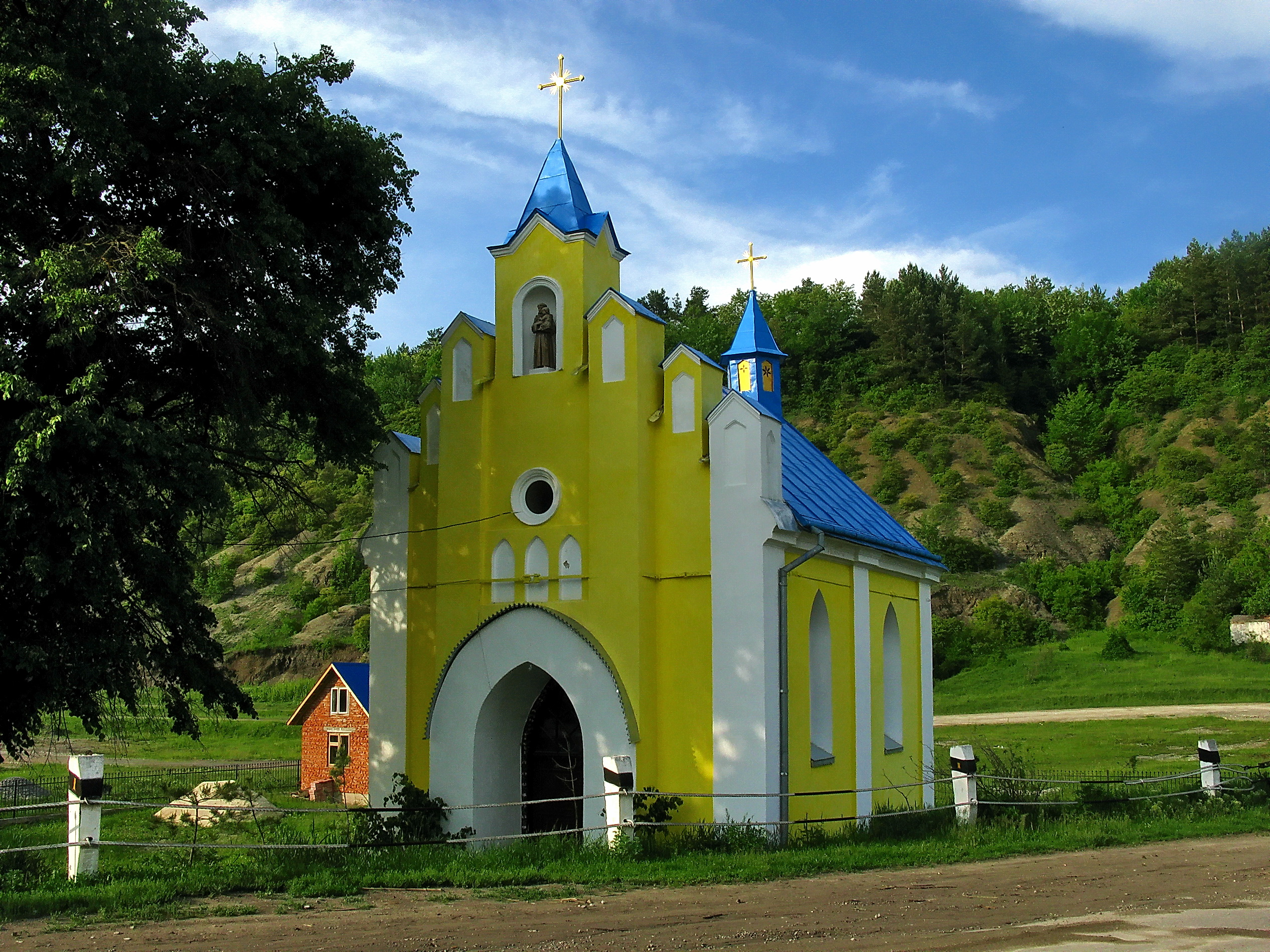
Костел
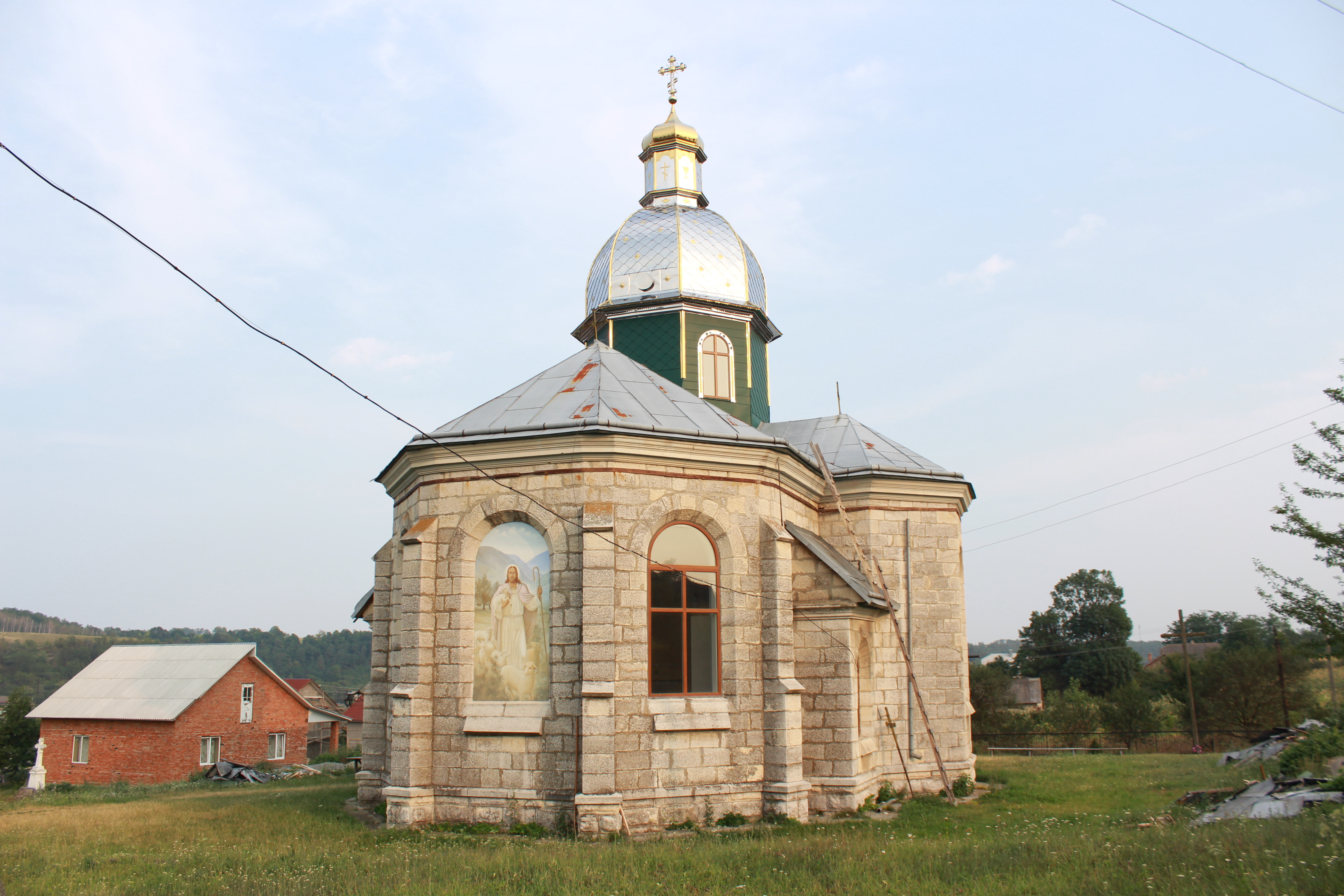
Церква
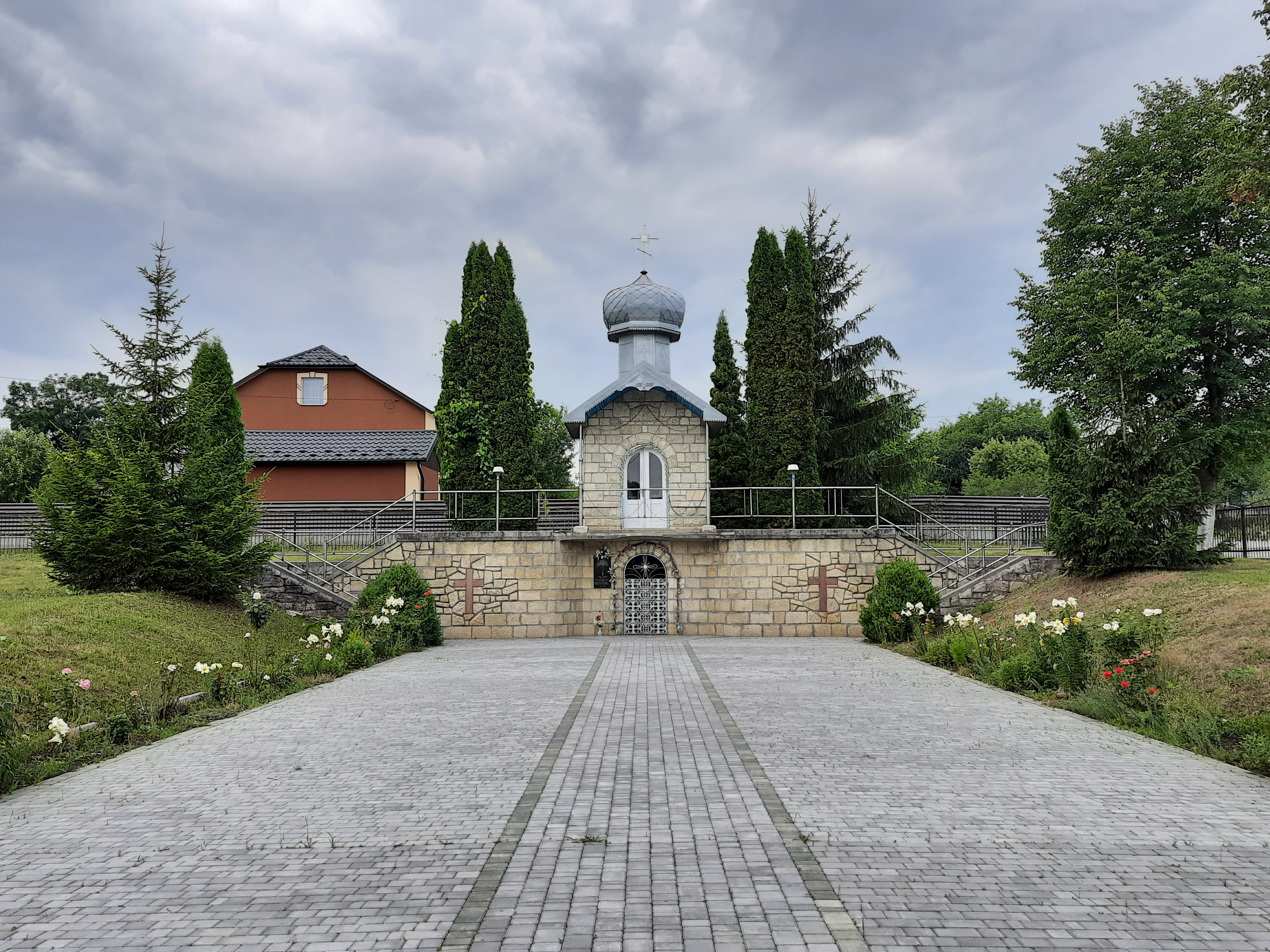
Капличка
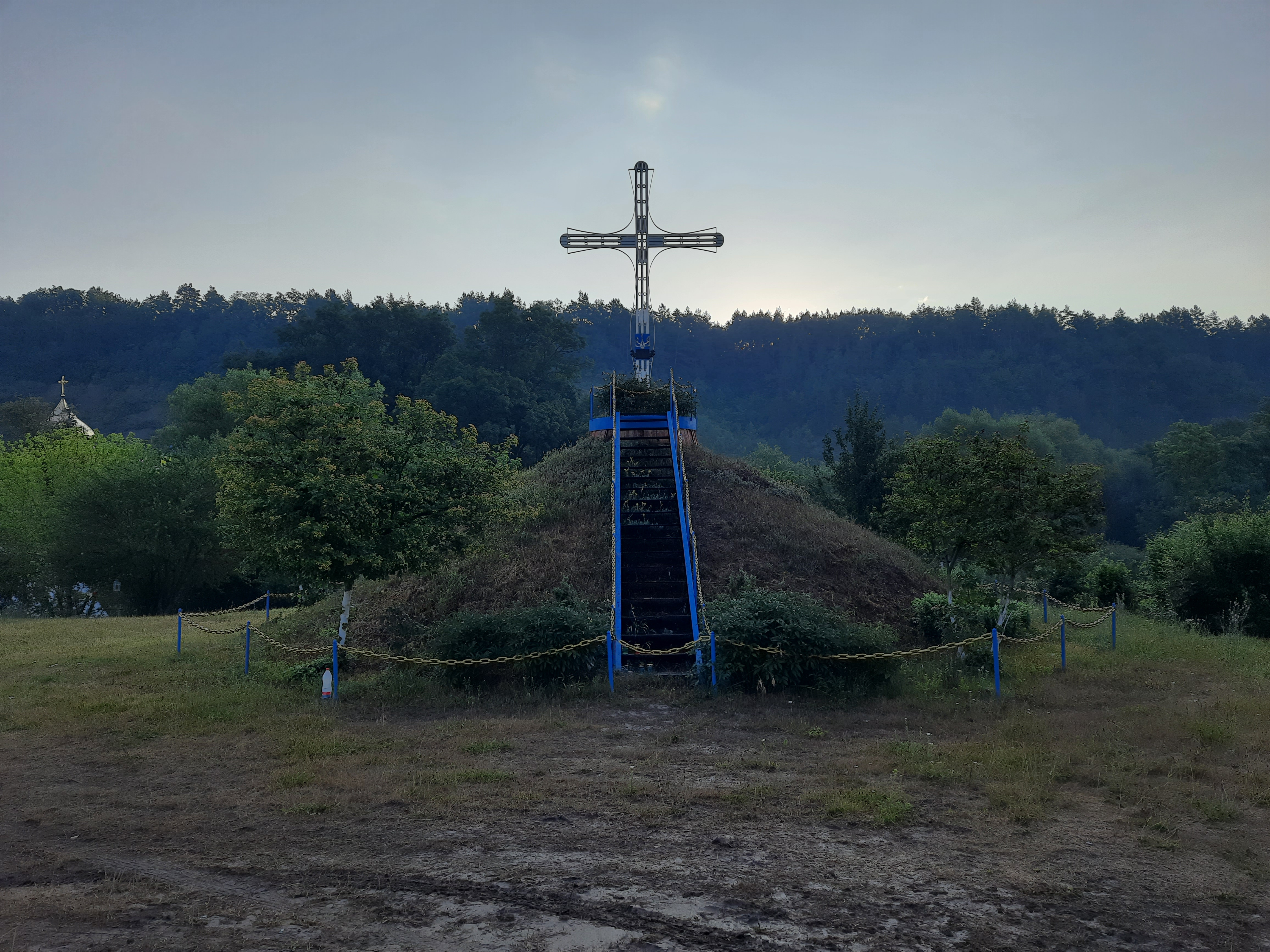
Символічна могила Борцям за волю України